# Éric Lombard
Éric Lombard (Boulogne-Billancourt, 16 maggio 1958) è un imprenditore e politico francese, ministro dell'Economia e delle Finanze nel governo Bayrou dal 2024.. Dal 2017 al 2024 è stato direttore esecutivo della Caisse des dépôts et consignations.

## Biografia
Lombard si è laureato all'HEC Paris nel 1981. Ha lavorato come consulente di Michel Sapin dal 1991 al 1993, prima al Ministero della Giustizia e poi al Ministero dell'Economia e delle Finanze. È inoltre membro del Consiglio di amministrazione (dal 2014) di Bpifrance.